# 森塞申 (阿肯色州)
森塞申（英語：Sensation）是位於美國阿肯色州斯科特縣的一個鬼鎮。

## 地理
森塞申所處的海拔為高於海平面244米（即801英呎），而該地所採用的時區為UTC-6，即北美中部時區（CST）。同時該地設有夏令時間，為UTC-6調快一小時，即UTC-5（CDT）。